# Eileach an Naoimh
Pour les articles homonymes, voir Holy Isle.
Eileach an Naoimh, aussi appelée en anglais Holy Isle, est une île inhabitée du Royaume-Uni située en Écosse, dans l'archipel des Garvellachs situé dans les eaux du Firth of Lorn entre l'île de Mull à l'Ouest et de Scarba à l'Est. Son nom signifie « Roches des saints » en gaélique écossais. 
Vers 542, St. Brendan le navigateur fonda un monastère à Eilach, que l'on présume être l’île, probablement en raison de son isolement et de son bon pâturage. 
Le missionnaire irlandais Columba d'Iona y aurait séjourné et c'est l’une des îles que l'on suppose être Hinba, la retraite de Columba. Elle pourrait aussi être le lieu de sépulture de sa mère,.
Le monastère a été détruit, ou du moins est devenu excessivement vulnérable aux pillards vikings, à partir de 800 environ. L'île n'a probablement connu qu'une occupation intermittente depuis, ce qui a contribué à la survie des ruines de nombreux bâtiments monastiques comprenant deux chapelles, des constructions circulaires en pierre et un cimetière avec trois croix et un autre de forme circulaire. Ces huttes circulaires sont contenues dans une enceinte pentagonale qui surplombe le lieu d’atterrissage rocheux au sud, gardé par divers écueils rocheux. Au-delà de l'enceinte, il y a une autre hutte avec deux chambres.

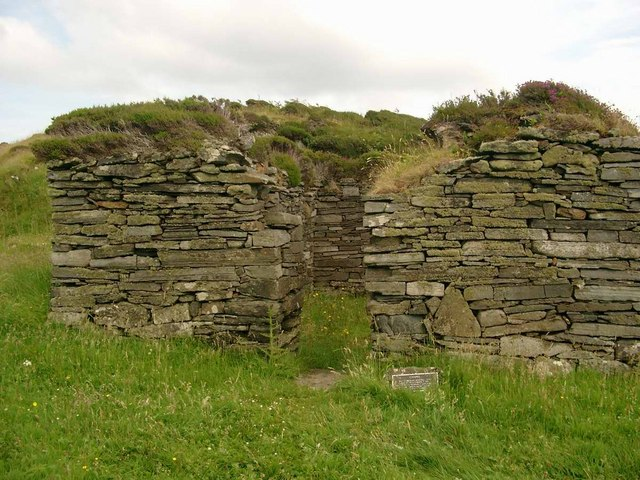
Vestiges de la chapelle.

La plus ancienne chapelle est rectangulaire et peut dater des XIe   ou   XIIe siècles. Les ruines monastiques sont les bâtiments ecclésiastiques les plus anciens d'Écosse et le site est sous la garde d'Historic Scotland,. Si les ruines datent de l'époque de Brendan, cela pourrait en faire le plus vieil édifice d'église existant en Grande-Bretagne, bien que la plus ancienne trace écrite de leur existence date de la fin du IXe siècle.
Il n'y a pas de ligne de ferry pour l'île.